# Латюд, Жан-Анри
Жан-Анри́ Латю́д (фр. Jean-Henri Latude; 23 марта 1725, Монтаньяк, провинция Лангедок — 1 января 1805, Париж) — французский авантюрист и знаменитый заключённый при Старом порядке, проведший без решения суда в тюрьмах (Бастилии, Венсенском замке, приюте для сумасшедших и тюрьмах Шарантон и Бисетр) в общей сложности 35 лет и совершивший несколько удачных побегов. Также был известен по своему прозвищу Мазе́р де Латюд (Masers de Latude); в Бастилии числился под фамилией Данри́ (Danry).
В эпоху Великой французской революции получил известность как «жертва королевского режима и деспотизма», «самый известный узник Франции и Бастилии». Автор мемуаров (1787) — ценного источника информации о французском тюремном быте, режиме и обычаях, царивших там нравах и уголовно-юридической практике его времени.

## Биография
Если верить мемуарам Латюда, он родился в замке Крезе, в окрестностях Монтаньяка, в провинции Лангедок. Сын небогатого лангедокского военного, подполковника Орлеанского драгунского полка и матери из буржуазной семьи. Окончил инженерно-техническую школу в Париже в 1747 году, вынужден был с ранних лет сам пробивать себе дорогу в жизни, поступив на службу в королевскую армию. Участвовал в войне за австрийское наследство на нидерландском театре военных действий, но мир, подписанный в 1748 году, заставил Латюда покинуть военную службу, после чего он приехал в Париж для изучения математики. Оставшись без средств к существованию, он вынужден был наняться на работу к аптекарю. По его словам, в этот период времени:
Я был юн, энергичен, смел и обуреваем тем беспокойством духа, которое присуще всем молодым людям, стремящимся завоевать себе положение в обществе и принимающим за талант столь свойственное им кипение души. Я знал вместе с тем, что добиться в жизни успеха без покровителей — вещь невозможная, и был готов для достижения этой цели пустить в ход какие угодно средства.
С этой целью он придумал хитроумный, как ему казалось, план, который позволил приобрести ему покровительство самой могущественной особы при короле Людовике XV — маркизы де Помпадур. Насыпав в коробочку безвредный для здоровья порошок, Латюд отправил его по почте на имя маркизы. В сопроводительном письме указывалось, что это подарок от химика, который в результате многолетнего труда изобрёл средство, исцеляющее от многих болезней. После этого Латюд отправился в Версаль и попросил немедленно доложить о нём маркизе, поскольку речь шла о её жизни или смерти. Испуганная фаворитка короля приняла его, и в разговоре с ней Латюд предупредил о якобы готовящемся покушении на неё посредством отправленного по почте яда. Он отказался от денег, сказав, что поступил как благородный человек и готов служить маркизе бескорыстно. Первоначально она была тронута этими словами и предложила Латюду оставить свой адрес, чтобы в случае необходимости его можно было быстро найти. Однако выяснив обстоятельства дела, маркиза решила наказать Латюда и применила по отношению к нему так называемый Lettre de cachet — именной приказ о внесудебном аресте того или иного человека в виде письма с королевской печатью. В результате этого приказа Латюд без суда и следствия был заключён 1 мая 1749 года в Бастилию, где числился под фамилией Данри (Danry). Здесь существовал обычай давать вымышленные имена тем из узников, которые могли рассчитывать на чьё-либо покровительство на свободе — когда кто-нибудь просил об освобождении того или иного заключённого, можно было ответить, что в Бастилии такого нет.

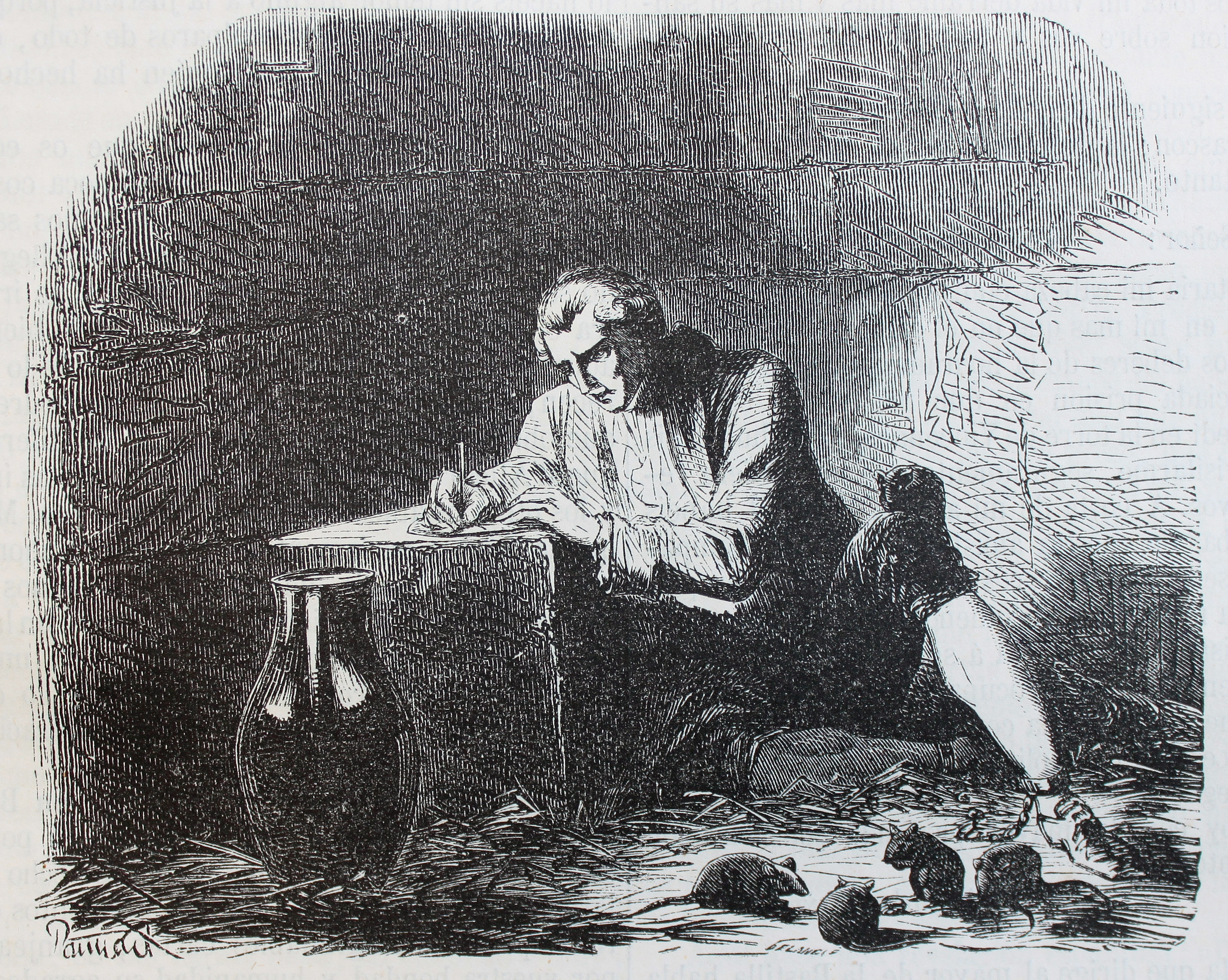
Латюд и его крысы

Он сидел в Бастилии и в Венсенском замке, неоднократно пытался бежать, но всякий раз бывал пойман и возвращён в тюрьму. Первый свой побег Латюд осуществил 25 июня 1750 года после девятимесячного заключения в Венсенском замке. Он обосновался в парижском отеле и оттуда через Франсуа Кенэ, бывшего в то время лейб-медиком короля и маркизы, направил королю письмо с просьбой простить его за его прегрешения. Однако не прошло и двух дней, как его снова арестовали и отвезли в Бастилию, а при задержании заявили, что хотят только узнать, кто помог ему скрыться из Венсенского замка. Однако, как Латюд вскоре понял, это была лишь хитрость: «в конечном счёте меня не только не отпустили, но бросили в полутёмное подземелье, где я испытал такие муки, о которых до тех пор и не подозревал». Позже в тюрьме Латюд написал четверостишие, осмеивающее фаворитку короля. Его обнаружили тюремщики и сообщили о нём губернатору Бастилии и маркизе де Помпадур, в связи с чем был продлён срок пребывания Латюда в подземелье.

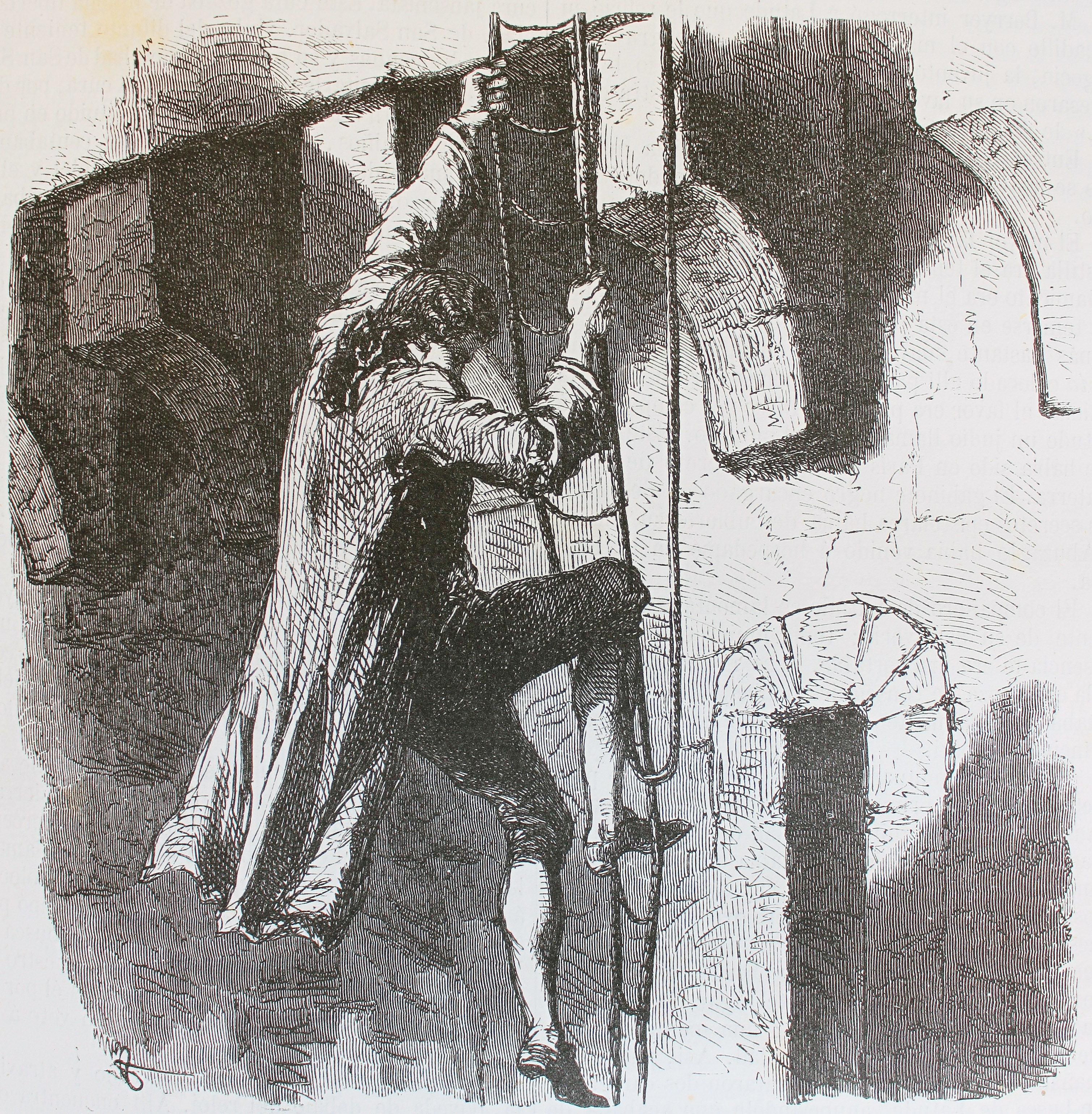
Побег Латюда из Бастилии

25 февраля 1755 года Латюд осуществляет побег из Бастилии с помощью своего сокамерника Далегра, который также находился в тюрьме по приказу маркизы де Помпадур. Забравшись на крышу башни замка через дымоходную трубу и используя самодельные деревянную и верёвочные лестницы, они сумели спуститься с крепостной стены замка в ров с ледяной водой, откуда, пробив дыру в стене, отделявшей второй ров от Сент-Антуанских ворот, сумели бежать на волю, где им помогли укрыться друзья. Решено было бежать за границу по отдельности. Первым покинул Париж Далегр, сумевший благополучно достигнуть Брюсселя. Латюд, прибыв туда позже и не найдя своего товарища, сделал вывод, что тот арестован, и решил бежать дальше в Антверпен и Амстердам, где сумел расположить к себе несколько человек, которые стали оказывать ему помощь. Однако усилиями французского посла Латюд был арестован и доставлен на французскую территорию, а в конечном итоге в Бастилию. В мемуарах он вспоминал: «я снова попал к тем же самым тюремщикам, бдительность которых мне однажды удалось обмануть и которые были наказаны за мой побег тремя месяцами заключения». В итоге Латюд провёл три с половиной года в кандалах.
Сидя в тюрьме, он пытался дрессировать крыс («им я обязан единственным развлечением за тридцать пять лет моих страданий»). Позже, после перевода в другую камеру, приручил голубей. В августе 1764 года, уже после смерти маркизы де Помпадур, его перевели в Венсенский замок, откуда 23 ноября 1765 года он вновь сумел бежать в Париж. В декабре явился на аудиенцию к герцогу Шуазелю в Фонтенбло, где его в очередной раз арестовали и объявили о заточении в Консьержери. Однако в очередной раз Латюд был посажен в каземат Венсенского замка.

В 1775 году он сумел разжалобить государственного секретаря Мальзерба, который после смерти Людовика XV сначала добился перевода Латюда в приют для душевнобольных в Шарантоне, а в 1777 году и освобождения с условием, что тот немедленно покинет столицу, не станет туда возвращаться и будет проживать в родном Монтаньяке под соответствующим надзором. Однако, находясь в сутках езды от Парижа, Латюд снова был арестован и заключён в госпиталь-тюрьму в Бисетре, где пережил новые испытания. По его словам, несмотря на опыт пребывания в Бастилии и Венсене, он дрожал при слове «Бисетр», куда его бросили, и характеризовал тюрьму следующим образом: 
«При помощи воображения можно, конечно, себе представить, как ужасно, жестоко и бесчеловечно обращались в Бисетре с заключенными, но действительность ужаснее всякой фантазии». 
Его судьбой заинтересовалась мадам Легро (Madame Legros), которая после выяснения обстоятельств его дела добилась в 1784 году через вмешательство высокопоставленных лиц освобождения Латюда.

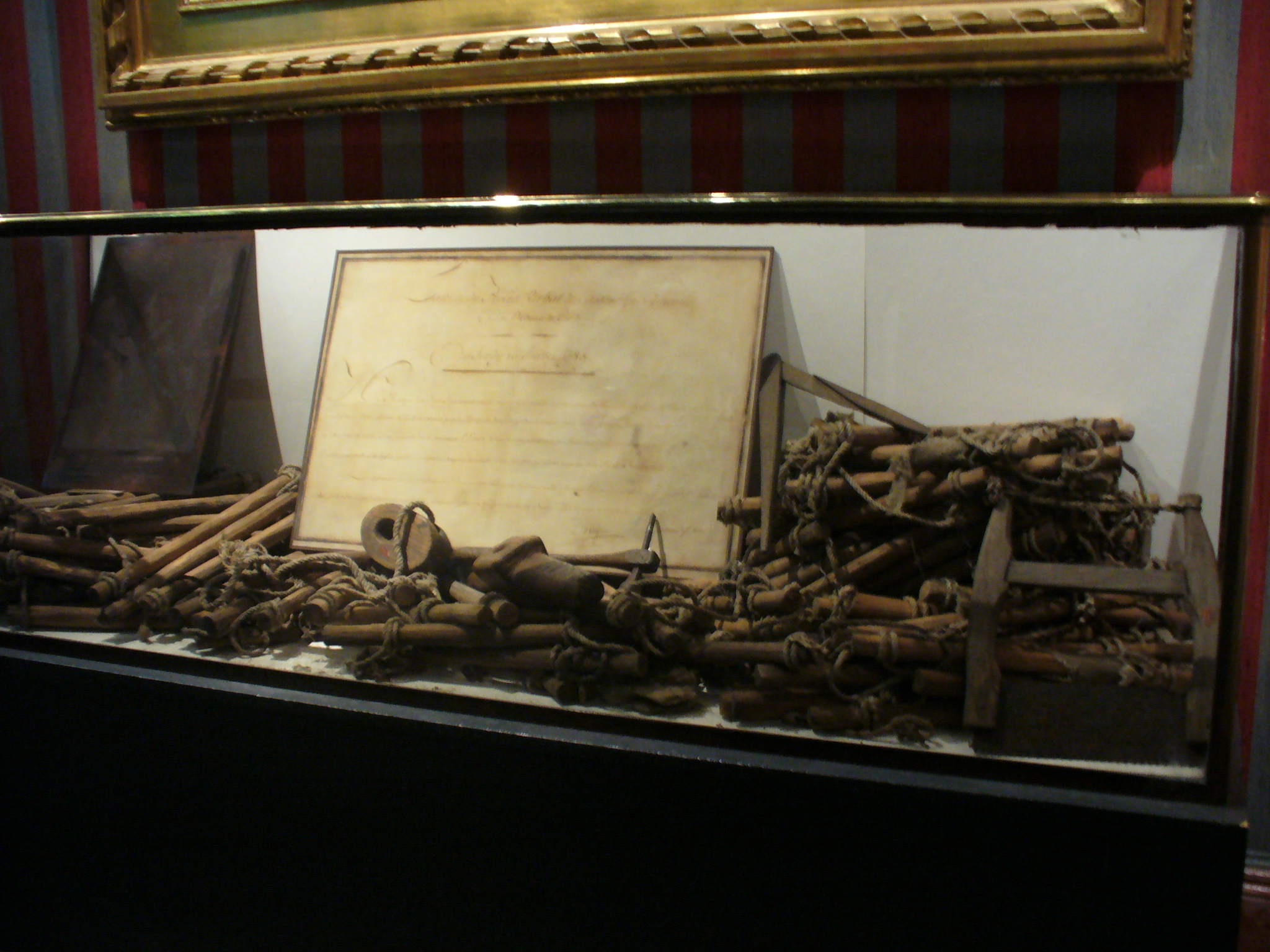
Верёвка Латюда при помощи которой он бежал из Бастилии. Музей Карнавале, Париж

Ещё сидя в тюрьме, Латюд начал писать свои «Memoires», в которых искажаются некоторые факты с целью представить себя и своё поведение в более выгодном свете, чем это было в действительности. В период революции был признан «жертвой королевского режима» и получил большую пенсию, которую ему должны были выплачивать наследники маркизы де Помпадур. Несмотря на это (по некоторым сведениям) он умер в нищете 1 января 1805 года в Париже в возрасте 79 лет. По другой информации, Латюд умер в полном достатке, но забытый своими современниками.

## В литературе
- В романе Александра Дюма-отца «Анж Питу» — наряду с Железной Маской и герцогом де Лозеном — Латюд назван как наиболее известный из узников Бастилии. В романе Дюма «Граф Монте-Кристо» аббат Фариа среди прочих известных тщательно обдуманных побегов из тюрьмы приводит Эдмону Дантесу в качестве примера бегство Латюда.
- Сонет «Латюд — своим крысам» викторианского поэта Юджина Ли-Гамильтона (Eugene Lee-Hamilton, 1845–1907) из его книги «Воображённые сонеты» (1888).
- «Побег Латюда» (Une évasion de Latude) — одноактная пьеса Жоржа Куртелина.
- «Мадам Легро» (1913) — пьеса Генриха Манна.

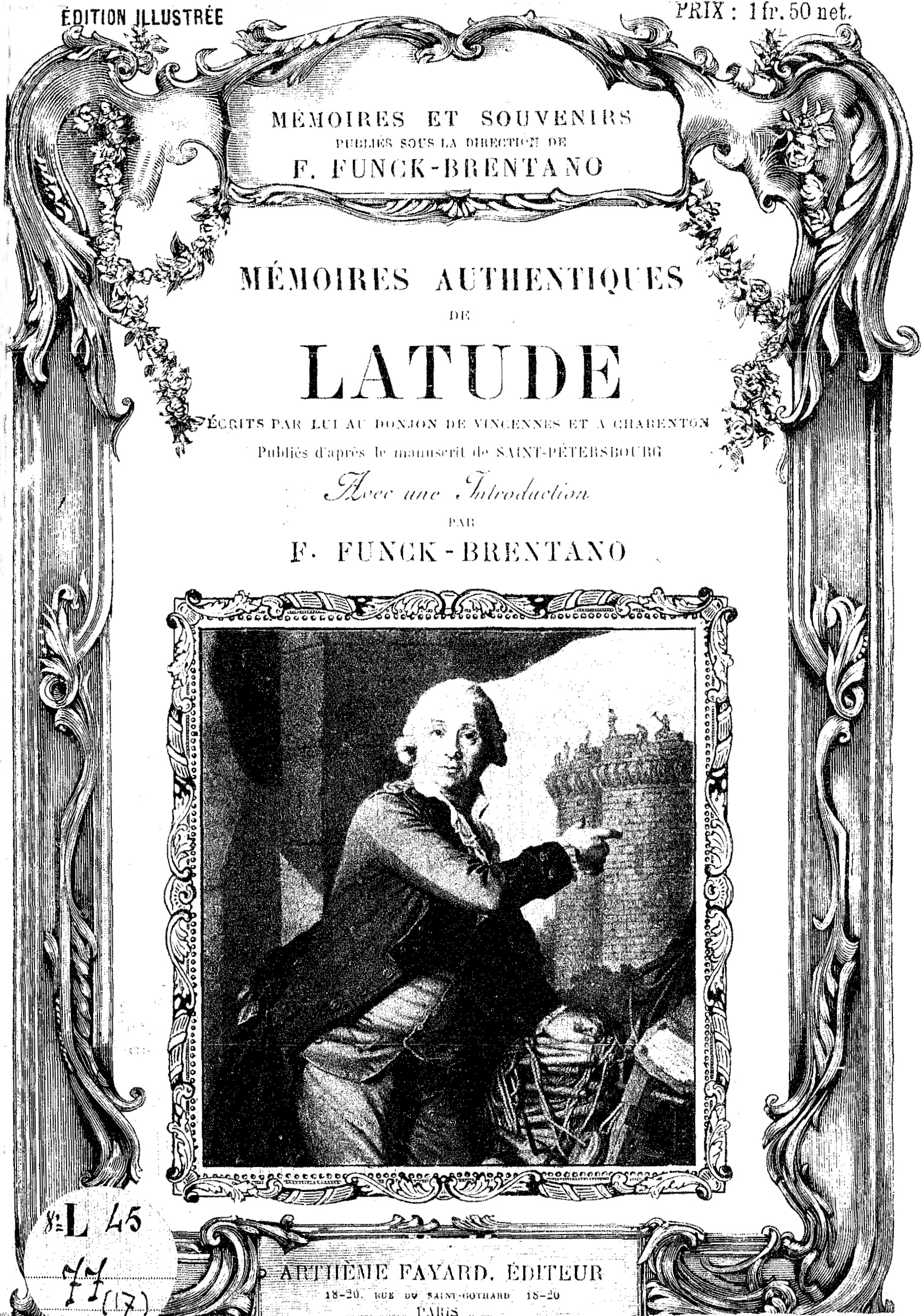
Обложка мемуаров Латюда

## В кинематографе
- «Латюд, или 35 лет в неволе» (фр. Latude ou Trente-cinq ans de captivité, 1911) — французский немой фильм Жоржа Буржуа и Жоржа Фаго.
- «Если бы нам рассказали о Париже» (фр. Si Paris nous était conté, 1956) — французский исторический фильм режиссёра Саша Гитри. В роли Латюда — Робер Ламурё.

## Музыка
- Пьеса «Жалоба заключённых» из фортепианного цикла «Понятия в их разных смыслах» (Chapitres tournés en tous sens, 1913) композитора Эрика Сати посвящена библейскому пророку Ионе и Латюду[8].